# Pata (guitariste)
Pour les articles homonymes, voir Ishizuka et Pata.
Tomoaki Ishizuka (石塚 智昭, Ishizuka Tomoaki), dit Pata, né le 4 novembre 1965 dans la préfecture de Chiba (Japon), est un guitariste japonais. 

## Biographie
Guitariste du groupe X Japan, il rejoint le groupe en 1987. Il fut introduit par hide. Après la séparation de X Japan en 1997, il forme en 2000 le groupe Dope HEADz avec Heath, l'ancien bassiste de X Japan.
Le groupe Dope HEADz n'est plus en activité, mais Pata a fondé un groupe de rock instrumental: Ra:IN.
Avec le retour de X Japan, Pata reprend sa place de guitariste au sein du groupe pour les trois concerts joués fin mars au Tokyo Dome, celui organisé pour les dix ans de la disparition de hide au stade Ajinomoto et le Countdown le 31 décembre 2008 à l'Akasaka Blitz, toujours à Tokyo.

## Guitares
Pata joue sur une Gibson Les Paul. Il utilise également une Gibson Explorer sur certains morceaux.

## Image et caractère du personnage
Pata est décrit par ses amis comme une personne très timide et réservée. C'est le membre le plus simple, le plus calme, et surtout le plus naturel du groupe. Bien que timide, grâce à son talent, il a su imposer son style. Il est presque toujours accompagné de sa bouteille de Jack Daniel's. Pour l'anecdote, Yoshiki, dans une interview en 1999, alors qu'on lui demandait ce que les membres pensaient de sa façon d'imposer ses intentions dans X Japan, répondit: "Pata était toujours en train de boire, donc il me demandait souvent de ne pas le déranger."

## Actualité
Pata a sorti un nouvel album avec le groupe Ra:IN. Cet opus intitulé Metal Box est sorti le 5 mai 2008. Pata était également présent lors de la Japan Expo 2008. Il y a donné un mini-concert et a participé à plusieurs séances de dédicaces, dont une à la boutique Harajuku à Paris. 
Depuis, il continue son parcours avec X Japan: deux concerts ont été donnés les 16 et 17 janvier 2009 à Hong Kong, deux autres les 2 et 3 mai 2009 de nouveau au Tokyo Dome et le dernier datant du 30 mai 2009, dans la ville de Taipei à Taiwan.
Tournée européenne en 2009, dont deux dates en France, le 3 et 5 juillet, la première étant à la Japan Expo 2009 devant plus de 3000 spectateurs.
Un concert avec la formation complète actuelle de X Japan comprenant Sugizo (ex-Luna Sea) officialisé comme membre, a eu lieu à Paris le 1er juillet 2011.